# Anton Wedin
Anton Wedin, född 1 mars 1993 i Sundsvall, är en svensk professionell ishockeyspelare som spelar för Timrå IK i SHL.Tidigare har Wedin spelat för bland andra Chicago Blackhawks i NHL, Rockford Icehogs i AHL, Sibir Novosibirsk, Dynamo Moskva i KHL och HV71 i SHL. Wedin har spelat 25 landskamper för Tre Kronor. Hans moderklubb är IF Sundsvall Hockey.